# Championnat d'Allemagne de hockey sur glace 2015-2016
Saison précédente Saison suivante
La saison 2015-2016 est la 22e saison du Championnat d'Allemagne de hockey sur glace depuis la création de la Deutsche Eishockey-Liga.

## DEL

### Saison régulière

#### Classement
| Clt   | Équipe                      | PJ | V  | VP | VF | D  | DP | DF | BP  | BC  | Pts |
| ----- | --------------------------- | -- | -- | -- | -- | -- | -- | -- | --- | --- | --- |
| +001, | EHC Munich                  | 52 | 25 | 3  | 3  | 14 | 1  | 6  | 160 | 124 | 94  |
| +002, | Eisbären Berlin             | 52 | 27 | 4  | 0  | 18 | 0  | 3  | 152 | 136 | 92  |
| +003, | Iserlohn Roosters           | 52 | 23 | 0  | 5  | 12 | 6  | 6  | 162 | 143 | 91  |
| +004, | EHC Wolfsburg Grizzly Adams | 52 | 25 | 1  | 3  | 19 | 1  | 3  | 151 | 118 | 87  |
| +005, | Düsseldorfer EG             | 52 | 26 | 1  | 2  | 20 | 1  | 2  | 152 | 132 | 87  |
| +006, | Thomas Sabo Ice Tigers      | 52 | 23 | 3  | 2  | 20 | 1  | 3  | 161 | 152 | 83  |
| +007, | Kölner Haie                 | 52 | 20 | 3  | 5  | 23 | 0  | 1  | 146 | 138 | 77  |
| +008, | ERC Ingolstadt              | 52 | 23 | 0  | 0  | 22 | 4  | 3  | 155 | 161 | 76  |
| +009, | Straubing Tigers            | 52 | 22 | 1  | 2  | 24 | 2  | 1  | 147 | 159 | 75  |
| +010, | Adler Mannheim              | 52 | 20 | 3  | 2  | 24 | 0  | 3  | 138 | 146 | 73  |
| +011, | Hamburg Freezers            | 52 | 18 | 0  | 6  | 22 | 3  | 3  | 142 | 166 | 72  |
| +012, | Augsburger Panther          | 52 | 20 | 0  | 4  | 27 | 0  | 1  | 158 | 185 | 69  |
| +013, | Krefeld Pinguine            | 52 | 15 | 3  | 2  | 26 | 4  | 2  | 136 | 164 | 61  |
| +014, | Schwenninger Wild Wings     | 52 | 15 | 2  | 2  | 31 | 1  | 1  | 143 | 179 | 55  |

- Qualifié pour les quarts de finale
- Qualifié pour le tour préliminaire

#### Meilleurs pointeurs
| Clt. | Nom                  | Équipe                  | PJ | B  | A  | Pts | +/- | Pun |
| ---- | -------------------- | ----------------------- | -- | -- | -- | --- | --- | --- |
| 1    | Patrick Reimer       | Thomas Sabo Ice Tigers  | 52 | 26 | 38 | 64  | +16 | 53  |
| 2    | Steven Reinprecht    | Thomas Sabo Ice Tigers  | 46 | 19 | 36 | 55  | +11 | 6   |
| 3    | Will Acton           | Schwenninger Wild Wings | 46 | 16 | 39 | 55  | -3  | 67  |
| 4    | Daniel Pietta        | Krefeld Pinguine        | 47 | 15 | 37 | 52  | +2  | 22  |
| 5    | Jon Matsumoto        | Augsburger Panther      | 52 | 20 | 29 | 49  | -3  | 54  |
| 6    | Brandon Buck (en)    | ERC Ingolstadt          | 41 | 20 | 28 | 48  | +2  | 26  |
| 7    | Louie Caporusso (en) | Iserlhorn Roosters      | 49 | 18 | 30 | 48  | +10 | 32  |
| 8    | Philip Gogulla       | Kölner Haie             | 52 | 20 | 26 | 46  | +7  | 10  |
| 9    | Drew LeBlanc         | Augsburger Panther      | 45 | 15 | 31 | 46  | +2  | 18  |
| 10   | Norm Milley (en)     | Düsseldorfer EG         | 51 | 10 | 35 | 45  | -1  | 41  |

#### Meilleurs gardiens de but
| Clt | Joueur                    | Équipe             | PJ | Min           | BC | Moy  | %Arr | Bl |
| --- | ------------------------- | ------------------ | -- | ------------- | -- | ---- | ---- | -- |
| 1   | David Leggio (en)         | EHC Munich         | 23 | 1369 min 24 s | 46 | 2,02 | 92,7 | 4  |
| 2   | Felix Brückmann (en)      | Grizzlys Wolfsburg | 34 | 2021 min 54 s | 69 | 2,05 | 92,1 | 4  |
| 3   | Dennis Endras             | Adler Mannheim     | 36 | 2049 min 54 s | 75 | 2,20 | 92,8 | 4  |
| 4   | Sebastian Vogl (en)       | Grizzlys Wolfsburg | 19 | 1114 min 58 s | 42 | 2,26 | 91,4 | 3  |
| 5   | Mathias Niederberger (en) | Düsseldorfer EG    | 42 | 2455 min 50 s | 93 | 2,27 | 93,0 | 4  |

### Séries éliminatoires

#### Tableau
|  | Tour préliminaire | Tour préliminaire | Tour préliminaire      |                        |   | Quarts de finale | Quarts de finale | Quarts de finale   |   |   | Demi-finales | Demi-finales | Demi-finales |  |   | Finales    | Finales | Finales |
|  |                   |                   |                        |                        |   |                  |                  |                    |   |   |              |              |              |  |   |            |         |         |
|  |                   |                   |                        |                        |   |                  |                  |                    |   |   |              |              |              |  |   |            |         |         |
|  |                   | 1                 | EHC Munich             | 4                      |   |                  |                  |                    |   |   |              |              |              |  |   |            |         |         |
|  |                   |                   |                        | 4                      |   |                  |                  |                    |   |   |              |              |              |  |   |            |         |         |
|  |                   |                   | 9                      | Straubing Tigers       | 1 |                  |                  |                    |   |   |              |              |              |  |   |            |         |         |
|  | 8                 | ERC Ingolstadt    | 9                      | Straubing Tigers       | 1 | 0                |                  |                    |   |   |              |              |              |  |   |            |         |         |
|  | 8                 | ERC Ingolstadt    |                        |                        |   | 0                |                  |                    |   |   |              |              |              |  |   |            |         |         |
|  | 9                 | Straubing Tigers  | 2                      |                        |   |                  |                  |                    |   |   |              |              |              |  |   |            |         |         |
|  | 9                 | Straubing Tigers  | 2                      |                        |   |                  |                  |                    |   | 1 | EHC Munich   | 4            |              |  |   |            |         |         |
|  |                   |                   |                        |                        |   |                  |                  |                    |   | 1 | EHC Munich   | 4            |              |  |   |            |         |         |
|  |                   | 7                 | Kölner Haie            | 1                      |   |                  |                  |                    |   |   |              |              |              |  |   |            |         |         |
|  |                   | 7                 | Kölner Haie            | 1                      |   |                  |                  |                    |   |   |              |              |              |  |   |            |         |         |
|  |                   |                   |                        |                        |   |                  |                  |                    |   |   |              |              |              |  |   |            |         |         |
|  |                   |                   |                        |                        |   |                  |                  |                    |   |   |              |              |              |  |   |            |         |         |
|  |                   | 2                 | Eisbären Berlin        | 3                      |   |                  |                  |                    |   |   |              |              |              |  |   |            |         |         |
|  |                   |                   |                        | 3                      |   |                  |                  |                    |   |   |              |              |              |  |   |            |         |         |
|  |                   |                   | 7                      | Kölner Haie            | 4 |                  |                  |                    |   |   |              |              |              |  |   |            |         |         |
|  | 7                 | Kölner Haie       | 7                      | Kölner Haie            | 4 | 2                |                  |                    |   |   |              |              |              |  |   |            |         |         |
|  | 7                 | Kölner Haie       |                        |                        |   | 2                |                  |                    |   |   |              |              |              |  |   |            |         |         |
|  | 10                | Adler Mannheim    | 1                      |                        |   |                  |                  |                    |   |   |              |              |              |  |   |            |         |         |
|  | 10                | Adler Mannheim    | 1                      |                        |   |                  |                  |                    |   |   |              |              |              |  | 1 | EHC Munich | 4       |         |
|  |                   |                   |                        |                        |   |                  |                  |                    |   |   |              |              |              |  | 1 | EHC Munich | 4       |         |
|  |                   | 4                 | Grizzlys Wolfsburg     | 0                      |   |                  |                  |                    |   |   |              |              |              |  |   |            |         |         |
|  |                   | 4                 | Grizzlys Wolfsburg     | 0                      |   |                  |                  |                    |   |   |              |              |              |  |   |            |         |         |
|  |                   |                   |                        |                        |   |                  |                  |                    |   |   |              |              |              |  |   |            |         |         |
|  |                   |                   |                        |                        |   |                  |                  |                    |   |   |              |              |              |  |   |            |         |         |
|  |                   | 4                 | Grizzlys Wolfsburg     | 4                      |   |                  |                  |                    |   |   |              |              |              |  |   |            |         |         |
|  |                   |                   |                        | 4                      |   |                  |                  |                    |   |   |              |              |              |  |   |            |         |         |
|  |                   |                   | 5                      | Düsseldorfer EG        | 1 |                  |                  |                    |   |   |              |              |              |  |   |            |         |         |
|  |                   |                   | 5                      | Düsseldorfer EG        | 1 |                  |                  |                    |   |   |              |              |              |  |   |            |         |         |
|  |                   |                   |                        |                        |   |                  |                  |                    |   |   |              |              |              |  |   |            |         |         |
|  |                   |                   |                        |                        |   |                  |                  |                    |   |   |              |              |              |  |   |            |         |         |
|  |                   |                   |                        |                        |   |                  | 4                | Grizzlys Wolfsburg | 4 |   |              |              |              |  |   |            |         |         |
|  |                   |                   |                        |                        |   |                  |                  |                    | 4 |   |              |              |              |  |   |            |         |         |
|  |                   | 6                 | Thomas Sabo Ice Tigers | 2                      |   |                  |                  |                    |   |   |              |              |              |  |   |            |         |         |
|  |                   | 6                 | Thomas Sabo Ice Tigers | 2                      |   |                  |                  |                    |   |   |              |              |              |  |   |            |         |         |
|  |                   |                   |                        |                        |   |                  |                  |                    |   |   |              |              |              |  |   |            |         |         |
|  |                   |                   |                        |                        |   |                  |                  |                    |   |   |              |              |              |  |   |            |         |         |
|  |                   | 3                 | Iserlohn Roosters      | 2                      |   |                  |                  |                    |   |   |              |              |              |  |   |            |         |         |
|  |                   |                   |                        | 2                      |   |                  |                  |                    |   |   |              |              |              |  |   |            |         |         |
|  |                   |                   | 6                      | Thomas Sabo Ice Tigers | 4 |                  |                  |                    |   |   |              |              |              |  |   |            |         |         |
|  |                   |                   | 6                      | Thomas Sabo Ice Tigers | 4 |                  |                  |                    |   |   |              |              |              |  |   |            |         |         |
|  |                   |                   |                        |                        |   |                  |                  |                    |   |   |              |              |              |  |   |            |         |         |

#### Finale
| 15 avril | EHC Munich | 2-1 (pr) (1-0, 0-0, 0-1, 1-0) | Grizzlys Wolfsburg | Olympia Eishalle 6 142 spectateurs |

| Feuille de match | Feuille de match                                                                      | Feuille de match | Feuille de match                        | Feuille de match                                                                   |
| ---------------- | ------------------------------------------------------------------------------------- | ---------------- | --------------------------------------- | ---------------------------------------------------------------------------------- |
|                  | Samson (Pinizzotto, Aucoin) — 11 min 22 s - Dehner (Kahun, Samson) — 71 min 40 s (SN) | 1-0 1-1 2-1      | - Reiss (Aubin, Fauser) — 46 min 48 s - | Arbitrage : Daniel Piechaczek, Gordon Schukies Lukas Kohlmüller, Pascal Kretschmer |
| David Leggio     | Gardiens                                                                              | Felix Brückmann  |                                         | Arbitrage : Daniel Piechaczek, Gordon Schukies Lukas Kohlmüller, Pascal Kretschmer |
| 4 min            | Pénalités                                                                             | 12 min           |                                         | Arbitrage : Daniel Piechaczek, Gordon Schukies Lukas Kohlmüller, Pascal Kretschmer |
| 48               | Tirs                                                                                  | 22               |                                         | Arbitrage : Daniel Piechaczek, Gordon Schukies Lukas Kohlmüller, Pascal Kretschmer |

| 17 avril | Grizzlys Wolfsburg | 4-5 (2-1, 0-2, 2-2) | EHC Munich | Eis Arena Wolfsburg 4 503 spectateurs |

| Feuille de match | Feuille de match | Feuille de match                    | Feuille de match | Feuille de match                                                                 |
| ---------------- | --- | ----------------------------------- | --- | -------------------------------------------------------------------------------- |
|                  | Aubin (Fauser, Voakes) — 1 min 57 s Mayer (Wallace) — 5 min 48 s - Sharrow (Pfohl, Haskins) — 54 min 31 s Voakes (Wallace) — 58 min 44 s (JS) | 1-0 2-0 2-1 2-2 2-3 2-4 2-5 3-5 4-5 | - Dehner (Seidenberg, Wolf) — 8 min 14 s Pinizzotto — 32 min 40 s Seidenberg (Jaffray, Wolf) — 33 min 25 s Jaffray (Aucouin, Wolf) — 52 min 42 s (2 SN) Kahún (Wolf, Sparre) — 53 min 47 s (SN) - | Arbitrage : Daniel Piechaczek, Gordon Schukies Andreas Kowert, Robert Schelewski |
| Felix Brückmann  | Gardiens | David Leggio                        | | Arbitrage : Daniel Piechaczek, Gordon Schukies Andreas Kowert, Robert Schelewski |
| 36 min           | Pénalités | 26 min                              | | Arbitrage : Daniel Piechaczek, Gordon Schukies Andreas Kowert, Robert Schelewski |
| 21               | Tirs | 31                                  | | Arbitrage : Daniel Piechaczek, Gordon Schukies Andreas Kowert, Robert Schelewski |

| 19 avril | EHC Munich | 4-1 (1-0, 1-0, 2-1) | Grizzlys Wolfsburg | Olympia Eishalle 6 142 spectateurs |

| Feuille de match | Feuille de match | Feuille de match    | Feuille de match                                | Feuille de match                                                           |
| ---------------- | --- | ------------------- | ----------------------------------------------- | -------------------------------------------------------------------------- |
|                  | Maurer (Smaby, Wörle) — 10 min 40 s Dehner (Pinizzotto, Aucoin) — 29 min 29 s Christensen (Aucoin, Seidenberg) — 51 min 50 s (SN) - Jaffray (Pinizzotto, Seidenberg) — 59 min 2 s (CV) | 1-0 2-0 3-0 3-1 4-1 | - Hambly (Sharrow, Voakes) — 56 min 58 s (SN) - | Arbitrage : Lars Brüggemann Daniel Piechaczek Andreas Flad Thorsten Lajoie |
| David Leggio     | Gardiens | Felix Brückmann     |                                                 | Arbitrage : Lars Brüggemann Daniel Piechaczek Andreas Flad Thorsten Lajoie |
| 10 min           | Pénalités | 6 min               |                                                 | Arbitrage : Lars Brüggemann Daniel Piechaczek Andreas Flad Thorsten Lajoie |
| 35               | Tirs | 30                  |                                                 | Arbitrage : Lars Brüggemann Daniel Piechaczek Andreas Flad Thorsten Lajoie |

| 22 avril | Grizzlys Wolfsburg | 3-5 (2-2, 1-1, 0-2) | EHC Munich | Eis Arena Wolfsburg 4 503 spectateurs |

| Feuille de match | Feuille de match | Feuille de match                | Feuille de match | Feuille de match                                                               |
| ---------------- | --- | ------------------------------- | --- | ------------------------------------------------------------------------------ |
|                  | - Voakes (Fauser) — 16 min 36 s (IN) - Fauser (Voakes, Aubin) — 17 min 37 s Voakes (Hambly, McLean) — 33 min 37 s (SN) - | 0-1 1-1 1-2 2-2 3-2 3-3 3-4 3-5 | Söderholm (Christensen, Kahún) — 9 min 4 s - Wolf (Kahún, Dehmer) — 17 min 16 s (SN) - Kastner (Saint-Denis, Sparre) — 36 min 8 s Aucoin (Pinizzotto, Seidenberg) — 47 min 42 s Pinizzotto — 50 min 48 s | Arbitrage : Lars Brüggemann Daniel Piechaczek Andreas Kowert Robert Schelewski |
| Felix Brückmann  | Gardiens | David Leggio                    | | Arbitrage : Lars Brüggemann Daniel Piechaczek Andreas Kowert Robert Schelewski |
| 43 min           | Pénalités | 18 min                          | | Arbitrage : Lars Brüggemann Daniel Piechaczek Andreas Kowert Robert Schelewski |
| 21               | Tirs | 32                              | | Arbitrage : Lars Brüggemann Daniel Piechaczek Andreas Kowert Robert Schelewski |

#### Meilleurs pointeurs
| Clt. | Nom              | Équipe             | PJ | B | A  | Pts | +/- | Pun |
| ---- | ---------------- | ------------------ | -- | - | -- | --- | --- | --- |
| 1    | Mark Voakes (en) | Grizzlys Wolfsburg | 15 | 8 | 10 | 18  | +9  | 12  |
| 2    | Patrick Hager    | Kölner Haie        | 15 | 7 | 11 | 18  | +4  | 16  |
| 3    | Philip Gogulla   | Kölner Haie        | 15 | 9 | 8  | 17  | +1  | 0   |
| 4    | Steve Pinizzotto | EHC Munich         | 13 | 4 | 12 | 16  | +14 | 66  |
| 5    | Keith Aucoin     | EHC Munich         | 14 | 2 | 12 | 14  | +11 | 2   |

### Effectif champion
| Vainqueurs de la DEL EHC Munich | Gardiens de but : Danny aus den Birken, David Leggio, Ilya Sharipov Défenseurs : Konrad Abeltshauser, Daryl Boyle, Jeremy Dehner, Florian Kettemer, John Rogl, Matt Smaby, Toni Söderholm, Frédéric Saint-Denis Attaquants : Keith Aucoin, Mads Christensen, Jason Jaffray, Dominik Kahun, Maximilian Kastner, Frank Mauer, Ulrich Maurer, Steve Pinizzotto, Jérôme Samson, Yannic Seidenberg, Daniel Sparre, Michael Wolf, Tobias Wörle Entraîneur : Don Jackson |

### Récompenses
| Trophée                                  | Vainqueur                               |
| ---------------------------------------- | --------------------------------------- |
| Joueur de l'année                        | Patrick Reimer (Thomas Sabo Ice Tigers) |
| Attaquant d l'année                      | Patrick Reimer (Thomas Sabo Ice Tigers) |
| Défenseur de l'année                     | Sinan Akdağ (Adler Mannheim)            |
| Gardien de but de l'année                | Mathias Niederberger (Düsseldorfer EG)  |
| Recrue de l'année                        | Fabio Pfohl (Grizzlys Wolfsburg)        |
| Entraîneur de l'année                    | Christof Kreutzer (Düsseldorfer EG)     |
| Meilleur joueur des séries éliminatoires | Michael Wolf (EHC Munich)               |

## DEL 2

### Saison régulière

#### Classement
| Clt   | Équipe                  | PJ | V  | VP | VF | D  | DP | DF | BP  | BC  | Diff | Pts |
| ----- | ----------------------- | -- | -- | -- | -- | -- | -- | -- | --- | --- | ---- | --- |
| +001, | Bietigheim Steelers     | 52 | 34 | 3  | 0  | 12 | 2  | 1  | 207 | 130 | +77  | 111 |
| +002, | Fischtown Pinguins      | 52 | 31 | 5  | 2  | 10 | 2  | 2  | 203 | 135 | +68  | 111 |
| +003, | Ravensburg Towerstars   | 52 | 24 | 5  | 5  | 18 | 0  | 0  | 202 | 163 | +39  | 92  |
| +004, | EC Kassel Huskies       | 52 | 23 | 3  | 5  | 14 | 3  | 4  | 201 | 164 | +37  | 92  |
| +005, | Löwen Frankfurt         | 52 | 26 | 2  | 1  | 18 | 0  | 5  | 181 | 146 | +35  | 89  |
| +006, | EC Bad Nauheim          | 52 | 24 | 0  | 4  | 16 | 3  | 5  | 158 | 158 | 0    | 88  |
| +007, | Dresdner Eislöwen       | 52 | 23 | 1  | 5  | 18 | 2  | 3  | 193 | 164 | +29  | 86  |
| +008, | Starbulls Rosenheim     | 52 | 21 | 4  | 2  | 20 | 3  | 2  | 176 | 184 | -8   | 80  |
| +009, | SC Riessersee           | 52 | 18 | 3  | 2  | 23 | 5  | 1  | 165 | 176 | -11  | 70  |
| +010, | Eispiraten Crimmitschau | 52 | 20 | 0  | 1  | 27 | 2  | 2  | 158 | 188 | -30  | 66  |
| +011, | Lausitzer Füchse        | 52 | 15 | 4  | 1  | 27 | 4  | 1  | 121 | 166 | -45  | 60  |
| +012, | ESV Kaufbeuren          | 52 | 15 | 1  | 0  | 27 | 7  | 2  | 153 | 199 | -46  | 56  |
| +013, | Wölfe Freiburg          | 52 | 14 | 1  | 3  | 29 | 2  | 3  | 128 | 179 | -51  | 55  |
| +014, | Heilbronner Falken      | 52 | 7  | 5  | 1  | 36 | 2  | 1  | 131 | 225 | -94  | 36  |

- Qualifié pour les quarts de finale
- Qualifié pour le tour préliminaire
- Poule de maintien

#### Meilleurs pointeurs
| Clt. | Nom                     | Équipe                  | PJ | B  | A  | Pts | +/- | Pun |
| ---- | ----------------------- | ----------------------- | -- | -- | -- | --- | --- | --- |
| 1    | Justin Kelly (en)       | Bietigheim Steelers     | 52 | 34 | 51 | 85  | +31 | 53  |
| 2    | Brian Roloff            | Ravensburg Towerstars   | 52 | 19 | 51 | 70  | +27 | 34  |
| 3    | Jamie MacQueen (en)     | EC Kassel Huskies       | 49 | 37 | 33 | 70  | +12 | 81  |
| 4    | David Wrigley           | Bietigheim Steelers     | 37 | 24 | 40 | 64  | +20 | 79  |
| 5    | Konstantin Schmidt (en) | Ravensburg Towerstars   | 52 | 17 | 46 | 63  | +24 | 38  |
| 6    | Adam Brace (en)         | Heilbronner Falken      | 52 | 28 | 35 | 63  | -9  | 50  |
| 7    | Eric Lampe (en)         | Eispiraten Crimmitschau | 48 | 19 | 43 | 62  | -7  | 98  |
| 8    | C.J. Stretch (en)       | Starbulls Rosenheim     | 50 | 26 | 36 | 62  | +5  | 106 |
| 9    | Wade MacLeod (en)       | Starbulls Rosenheim     | 50 | 34 | 27 | 61  | +5  | 81  |
| 10   | Nick Dineen (en)        | EC Bad Nauheim          | 52 | 19 | 42 | 61  | +28 | 24  |

### Poule de maintien
|  | Premier tour | Premier tour       | Premier tour   | Premier tour   |                    |                    | Deuxième tour | Deuxième tour | Deuxième tour | Deuxième tour |
|  |              |                    |                |                |                    |                    |               |               |               |               |
|  |              |                    |                |                |                    |                    |               |               |               |               |
|  | 11           | Lausitzer Füchse   | 4              | 4              |                    |                    |               |               |               |               |
|  | 11           | Lausitzer Füchse   | 4              | 4              |                    |                    |               |               |               |               |
|  | 14           | Heilbronner Falken | 1              | 1              |                    |                    |               |               |               |               |
|  | 14           | Heilbronner Falken | 1              | 1              | Heilbronner Falken | Heilbronner Falken | 3             | 3             |               |               |
|  |              |                    |                |                | Heilbronner Falken | Heilbronner Falken | 3             | 3             |               |               |
|  |              |                    | ESV Kaufbeuren | ESV Kaufbeuren | 4                  | 4                  |               |               |               |               |
|  | 12           | ESV Kaufbeuren     | ESV Kaufbeuren | ESV Kaufbeuren | 4                  | 4                  | 3             | 3             |               |               |
|  | 12           | ESV Kaufbeuren     |                |                |                    |                    |               | 3             |               |               |
|  | 13           | Wölfe Freiburg     | 4              | 4              |                    |                    |               |               |               |               |
|  | 13           | Wölfe Freiburg     | 4              | 4              |                    |                    |               |               |               |               |

### Séries éliminatoires

#### Tableau
|  | Tour préliminaire | Tour préliminaire       | Tour préliminaire     |                     |   | Quarts de finale | Quarts de finale | Quarts de finale      |   |   | Demi-finales        | Demi-finales | Demi-finales |  |   | Finales             | Finales | Finales |
|  |                   |                         |                       |                     |   |                  |                  |                       |   |   |                     |              |              |  |   |                     |         |         |
|  |                   |                         |                       |                     |   |                  |                  |                       |   |   |                     |              |              |  |   |                     |         |         |
|  |                   | 1                       | Bietigheim Steelers   | 4                   |   |                  |                  |                       |   |   |                     |              |              |  |   |                     |         |         |
|  |                   |                         |                       | 4                   |   |                  |                  |                       |   |   |                     |              |              |  |   |                     |         |         |
|  |                   |                         | 8                     | Starbulls Rosenheim | 1 |                  |                  |                       |   |   |                     |              |              |  |   |                     |         |         |
|  | 8                 | Starbulls Rosenheim     | 8                     | Starbulls Rosenheim | 1 | 2                |                  |                       |   |   |                     |              |              |  |   |                     |         |         |
|  | 8                 | Starbulls Rosenheim     |                       |                     |   | 2                |                  |                       |   |   |                     |              |              |  |   |                     |         |         |
|  | 9                 | SC Riessersee           | 1                     |                     |   |                  |                  |                       |   |   |                     |              |              |  |   |                     |         |         |
|  | 9                 | SC Riessersee           | 1                     |                     |   |                  |                  |                       |   | 1 | Bietigheim Steelers | 4            |              |  |   |                     |         |         |
|  |                   |                         |                       |                     |   |                  |                  |                       |   | 1 | Bietigheim Steelers | 4            |              |  |   |                     |         |         |
|  |                   | 7                       | Dresdner Eislöwen     | 1                   |   |                  |                  |                       |   |   |                     |              |              |  |   |                     |         |         |
|  |                   | 7                       | Dresdner Eislöwen     | 1                   |   |                  |                  |                       |   |   |                     |              |              |  |   |                     |         |         |
|  |                   |                         |                       |                     |   |                  |                  |                       |   |   |                     |              |              |  |   |                     |         |         |
|  |                   |                         |                       |                     |   |                  |                  |                       |   |   |                     |              |              |  |   |                     |         |         |
|  |                   | 2                       | Fischtown Pinguins    | 3                   |   |                  |                  |                       |   |   |                     |              |              |  |   |                     |         |         |
|  |                   |                         |                       | 3                   |   |                  |                  |                       |   |   |                     |              |              |  |   |                     |         |         |
|  |                   |                         | 7                     | Dresdner Eislöwen   | 4 |                  |                  |                       |   |   |                     |              |              |  |   |                     |         |         |
|  | 7                 | Dresdner Eislöwen       | 7                     | Dresdner Eislöwen   | 4 | 2                |                  |                       |   |   |                     |              |              |  |   |                     |         |         |
|  | 7                 | Dresdner Eislöwen       |                       |                     |   | 2                |                  |                       |   |   |                     |              |              |  |   |                     |         |         |
|  | 10                | Eispiraten Crimmitschau | 1                     |                     |   |                  |                  |                       |   |   |                     |              |              |  |   |                     |         |         |
|  | 10                | Eispiraten Crimmitschau | 1                     |                     |   |                  |                  |                       |   |   |                     |              |              |  | 1 | Bietigheim Steelers | 0       |         |
|  |                   |                         |                       |                     |   |                  |                  |                       |   |   |                     |              |              |  | 1 | Bietigheim Steelers | 0       |         |
|  |                   | 4                       | EC Kassel Huskies     | 4                   |   |                  |                  |                       |   |   |                     |              |              |  |   |                     |         |         |
|  |                   | 4                       | EC Kassel Huskies     | 4                   |   |                  |                  |                       |   |   |                     |              |              |  |   |                     |         |         |
|  |                   |                         |                       |                     |   |                  |                  |                       |   |   |                     |              |              |  |   |                     |         |         |
|  |                   |                         |                       |                     |   |                  |                  |                       |   |   |                     |              |              |  |   |                     |         |         |
|  |                   | 3                       | Ravensburg Towerstars | 4                   |   |                  |                  |                       |   |   |                     |              |              |  |   |                     |         |         |
|  |                   |                         |                       | 4                   |   |                  |                  |                       |   |   |                     |              |              |  |   |                     |         |         |
|  |                   |                         | 6                     | EC Bad Nauheim      | 1 |                  |                  |                       |   |   |                     |              |              |  |   |                     |         |         |
|  |                   |                         | 6                     | EC Bad Nauheim      | 1 |                  |                  |                       |   |   |                     |              |              |  |   |                     |         |         |
|  |                   |                         |                       |                     |   |                  |                  |                       |   |   |                     |              |              |  |   |                     |         |         |
|  |                   |                         |                       |                     |   |                  |                  |                       |   |   |                     |              |              |  |   |                     |         |         |
|  |                   |                         |                       |                     |   |                  | 3                | Ravensburg Towerstars | 2 |   |                     |              |              |  |   |                     |         |         |
|  |                   |                         |                       |                     |   |                  |                  |                       | 2 |   |                     |              |              |  |   |                     |         |         |
|  |                   | 4                       | EC Kassel Huskies     | 4                   |   |                  |                  |                       |   |   |                     |              |              |  |   |                     |         |         |
|  |                   | 4                       | EC Kassel Huskies     | 4                   |   |                  |                  |                       |   |   |                     |              |              |  |   |                     |         |         |
|  |                   |                         |                       |                     |   |                  |                  |                       |   |   |                     |              |              |  |   |                     |         |         |
|  |                   |                         |                       |                     |   |                  |                  |                       |   |   |                     |              |              |  |   |                     |         |         |
|  |                   | 4                       | EC Kassel Huskies     | 4                   |   |                  |                  |                       |   |   |                     |              |              |  |   |                     |         |         |
|  |                   |                         |                       | 4                   |   |                  |                  |                       |   |   |                     |              |              |  |   |                     |         |         |
|  |                   |                         | 5                     | Löwen Frankfurt     | 0 |                  |                  |                       |   |   |                     |              |              |  |   |                     |         |         |
|  |                   |                         | 5                     | Löwen Frankfurt     | 0 |                  |                  |                       |   |   |                     |              |              |  |   |                     |         |         |
|  |                   |                         |                       |                     |   |                  |                  |                       |   |   |                     |              |              |  |   |                     |         |         |

#### Finale
| 15 avril | Bietigheim Steelers | 0-1 (0-0, 0-1, 0-0) | EC Kassel Huskies | EgeTrans Arena 4 571 spectateurs |

| Feuille de match  | Feuille de match | Feuille de match | Feuille de match                               | Feuille de match                                                           |
| ----------------- | ---------------- | ---------------- | ---------------------------------------------- | -------------------------------------------------------------------------- |
|                   | -                | 0-1              | Carciola (MacQueen, Little) — 23 min 56 s (SN) | Arbitrage : Ralph Bidoul, Elvis Melia Daniel-Roger Knauss, Volker Westhaus |
| Siniša Martinović | Gardiens         | Markus Keller    |                                                | Arbitrage : Ralph Bidoul, Elvis Melia Daniel-Roger Knauss, Volker Westhaus |
| 8 min             | Pénalités        | 12 min           |                                                | Arbitrage : Ralph Bidoul, Elvis Melia Daniel-Roger Knauss, Volker Westhaus |
| 27                | Tirs             | 23               |                                                | Arbitrage : Ralph Bidoul, Elvis Melia Daniel-Roger Knauss, Volker Westhaus |

| 17 avril | EC Kassel Huskies | 3-2 (2 pr) (1-1, 0-0, 1-1, 0-0, 1-0) | Bietigheim Steelers | Eissporthalle Kassel 5 592 spectateurs |

| Feuille de match | Feuille de match | Feuille de match    | Feuille de match                                                                                       | Feuille de match                                                       |
| ---------------- | --- | ------------------- | --- | ---------------------------------------------------------------------- |
|                  | Little (Valenti, Proft) — 6 min 8 s - Merl (Mar. Müller, Daoust) — 22 min 22 s - Pimm (MacQueen, Little) — 80 min 23 s (SN) | 1-0 1-1 2-1 2-2 3-2 | - Sommerfeld (Weller, Prommersberger) — 12 min 7 s - Auger (Borzecki, Sommerfeld) — 37 min 21 s (IN) - | Arbitrage : Lasse Kopitz, Ramin Yazdi Maksim Cepik, Nikolaj Ponomarjow |
| Markus Keller    | Gardiens | Siniša Martinović   | | Arbitrage : Lasse Kopitz, Ramin Yazdi Maksim Cepik, Nikolaj Ponomarjow |
| 16 min           | Pénalités | 16 min              | | Arbitrage : Lasse Kopitz, Ramin Yazdi Maksim Cepik, Nikolaj Ponomarjow |
| 42               | Tirs | 36                  | | Arbitrage : Lasse Kopitz, Ramin Yazdi Maksim Cepik, Nikolaj Ponomarjow |

| 19 avril | Bietigheim Steelers | 2-3 (pr) (1-1, 1-1, 0-0, 0-1) | EC Kassel Huskies | EgeTrans Arena 3 931 spectateurs |

| Feuille de match  | Feuille de match                                                                               | Feuille de match    | Feuille de match | Feuille de match                                                            |
| ----------------- | ---------------------------------------------------------------------------------------------- | ------------------- | --- | --------------------------------------------------------------------------- |
|                   | - Fenton (Wrigley, Borzecki) — 3 min 53 s (SN) - Fenton (Steingroß, Just) — 26 min 10 s (SN) - | 0-1 1-1 1-2 2-2 2-3 | Christ (Proft, Carciola) — 1 min 25 s - Daoust (Heinrich, Merl, 20) — 59 s - MacQueen (Klinge, Heinrich) — 75 min 29 s | Arbitrage : Rainer Köttstorfer, Michael Klein Mathias Komorek, Artur Volter |
| Siniša Martinović | Gardiens                                                                                       | Markus Keller       | | Arbitrage : Rainer Köttstorfer, Michael Klein Mathias Komorek, Artur Volter |
| 8 min             | Pénalités                                                                                      | 37 min              | | Arbitrage : Rainer Köttstorfer, Michael Klein Mathias Komorek, Artur Volter |
| 44                | Tirs                                                                                           | 24                  | | Arbitrage : Rainer Köttstorfer, Michael Klein Mathias Komorek, Artur Volter |

| 22 avril | EC Kassel Huskies | 5-2 (0-2, 1-0, 4-0) | Bietigheim Steelers | Eissporthalle Kassel 6 100 spectateurs |

| Feuille de match | Feuille de match | Feuille de match            | Feuille de match                              | Feuille de match                                                         |
| ---------------- | --- | --------------------------- | --------------------------------------------- | ------------------------------------------------------------------------ |
|                  | - Klinge (Merl, Christ) — 26 min 45 s Heinrich (Christ, Wycisk) — 45 min 28 s Carnevale (Little, MacQueen) — 53 min 56 s (2 SN) Klinge (Merl) — 55 min 12 s Little (Sturm, 57) — 21 s (CV) | 0-1 0-2 1-2 2-2 3-2 4-2 5-2 | Fenton (Palka) — 1 min 55 s Alt — 9 min 1 s - | Arbitrage : Michael Fischer, Marc Iwert Maksim Cepik, Nikolaj Ponomarjow |
| Markus Keller    | Gardiens | Siniša Martinović           |                                               | Arbitrage : Michael Fischer, Marc Iwert Maksim Cepik, Nikolaj Ponomarjow |
| 6 min            | Pénalités | 37 min                      |                                               | Arbitrage : Michael Fischer, Marc Iwert Maksim Cepik, Nikolaj Ponomarjow |
| 40               | Tirs | 35                          |                                               | Arbitrage : Michael Fischer, Marc Iwert Maksim Cepik, Nikolaj Ponomarjow |

#### Meilleurs pointeurs
| Clt. | Nom                 | Équipe              | PJ | B  | A  | Pts | +/- | Pun |
| ---- | ------------------- | ------------------- | -- | -- | -- | --- | --- | --- |
| 1    | Jamie MacQueen (en) | EC Kassel Huskies   | 14 | 12 | 11 | 23  | +16 | 8   |
| 2    | Justin Kelly (en)   | Bietigheim Steelers | 11 | 4  | 15 | 19  | +2  | 4   |
| 3    | Shawn Weller        | Bietigheim Steelers | 12 | 5  | 13 | 18  | +4  | 26  |
| 4    | Manuel Klinge       | EC Kassel Huskies   | 14 | 9  | 7  | 16  | +10 | 8   |
| 5    | Braden Pimm (en)    | EC Kassel Huskies   | 14 | 7  | 9  | 16  | +15 | 14  |

### Effectif champion
| Vainqueurs de la DEL2 EC Kassel Huskies | Gardiens de but : Jimmy Hertl, Markus Keller, Florian Proske Défenseurs : Alexander Heinrich, Mike Little, Kevin Maginot, Marco Müller, Mathias Müller, Dorian Saeftel, Eric Stephan, Sören Sturm, Sven Valenti Attaquants : Adriano Carciola, Taylor Carnevale, Michael Christ, Jean-Michel Daoust, Justin Kirsch, Manuel Klinge, Jamie MacQueen, Jens Meilleur, Thomas Merl, Lennart Palausch, Braden Pimm, Carter Proft, Austin Wycisk Entraîneur : Rico Rossi |

### Récompenses
| Trophée                   | Vainqueur                           |
| ------------------------- | ----------------------------------- |
| Joueur de l'année         | Justin Kelly (Bietigheim Steelers)  |
| Attaquant d l'année       | Justin Kelly (Bietigheim Steelers)  |
| Défenseur de l'année      | Gabe Guentzel (Fischtown Pinguins)  |
| Gardien de but de l'année | Mikka Rämö (EC Bad Nauheim)         |
| Recrue de l'année         | Vladislav Filin (Dresdner Eislöwen) |
| Entraîneur de l'année     | Petri Kujala (EC Bad Nauheim)       |